# Hiša Stefana Zweiga
Hiša Stefana Zweiga  (lang-pt|Casa Stefan Zweig}} pravno velja za zasebno dobrodelno organizacijo, ki jo je leta 2006 ustanovila skupina zainteresiranih zasebnih donatorjev, da bi ustanovila pisateljevo hišo-muzej, ki je posvečena avtorju, v zadnji rezidenci Stefana Zweiga in njegove žene v Petrópolisu (Brazilija). Hiša stoji na naslovu Rua Gonçalves Dias št. 34 v mestu Petrópolis, severno od Ria de Janeira v zvezni državi Rio de Janeiro. Muzej je za obiskovalce odprt od leta 2012.

## Ozadje
Hišo, v kateri sta Stefan Zweig in njegova druga žena Lotte živela 5 mesecev do njunega skupnega samomora 22. februarja 1942. V tem času je pisatelj predelal avtobiografijo Die Welt von Gestern (Včerajšnji svet) ter napisal Schachnovelle in svoje eseje o Montaignu. Hišo je kupilo združenje Casa Stefan Zweig, arhitekt Miguel Pinto Guimarães pa je dobil naročilo za prenovo in preoblikovanje hiše v muzej.
Muzej je posvečen avtorju. On je tako kot drugi umetniki, učenjaki in znanstveniki iz Evrope pobegnil v Brazilijo zaradi prevzema oblasti v Nemčiji s strani nacistične stranke.
V muzeju je knjižnica in konferenčna dvorana. Poleg razstav, konferenc, tekmovanj, gledaliških in kinematografskih predstav, branj in koncertov, so načrtovana tudi sodelovanja s partnerskimi organizacijami, kot je Internationale Stefan Zweig Gesellschaft.
Znanstveniki in širša javnost bi morali imeti možnost pridobiti spletne informacije o Zweigu, njegovem delu in literaturi, napisani v izgnanstvu. Poleg tega bi morali imeti možnost prispevati svoje zamisli. V ta namen bo Casa Stefan Zweig ustvarila dvojezično spletno stran, ki se bo nenehno posodabljala.
Prvi predsednik združenja Casa Stefan Zweig je brazilski novinar in biograf Stefana Zweiga Alberto Dines.
Za svoje delo je bil odlikovan in prejel avstrijsko nagrado za spomin na holokavst (AHMA), ki jo je leta 2006 ustanovila avstrijska služba za tujino.
Od februarja 2008 prvi avstrijski spominski služabnik holokavsta deluje v okviru avstrijske spominske službe holokavsta pri združenju Casa Stefan Zweig.